# Hylastes
Hylastes är ett släkte av skalbaggar som beskrevs av Wilhelm Ferdinand Erichson 1836. Hylastes ingår i familjen vivlar.

## Dottertaxa tillHylastes, i alfabetisk ordning[1][2]
- Hylastes alni
- Hylastes alternans
- Hylastes ambiguus
- Hylastes americanus
- Hylastes anatolicus
- Hylastes angustatus
- Hylastes angusticollis
- Hylastes asper
- Hylastes asperatus
- Hylastes ater
- Hylastes aterites
- Hylastes aterrimus
- Hylastes attenuatus
- Hylastes batnensis
- Hylastes bonvouloiri
- Hylastes brunneus (svart tallbastborre)
- Hylastes canadensis
- Hylastes carbonarius
- Hylastes clavus
- Hylastes contractus
- Hylastes corticiperda
- Hylastes cristatus
- Hylastes criticus
- Hylastes cunicularius (svart granbastborre)
- Hylastes exilis
- Hylastes flavicornis
- Hylastes flohri
- Hylastes fulgidus
- Hylastes gergeri
- Hylastes gracilis
- Hylastes granosus
- Hylastes granulatus
- Hylastes graphus
- Hylastes himalabietis
- Hylastes himalayensis
- Hylastes humilis
- Hylastes imitator
- Hylastes incomptus
- Hylastes interstitialis
- Hylastes lifuanus
- Hylastes linearis
- Hylastes longicollis
- Hylastes longifoliae
- Hylastes longipennis
- Hylastes longipilus
- Hylastes longus
- Hylastes lowei
- Hylastes macer
- Hylastes mexicanus
- Hylastes minutus
- Hylastes niger
- Hylastes nigrinus
- Hylastes nitidus
- Hylastes obscurus
- Hylastes opacus (liten tallbastborre)
- Hylastes parallelus
- Hylastes parvus
- Hylastes peregrinus
- Hylastes piceae
- Hylastes pinicola
- Hylastes pinifex
- Hylastes planirostris
- Hylastes plumbeus
- Hylastes porculus
- Hylastes porosus
- Hylastes pumilus
- Hylastes pupillatus
- Hylastes pusillus
- Hylastes retifer
- Hylastes rotundicollis
- Hylastes ruber
- Hylastes rufipes
- Hylastes rugipennis
- Hylastes salebrosus
- Hylastes scaber
- Hylastes scabripennis
- Hylastes scandinavieus
- Hylastes scobinosus
- Hylastes septentrionalis
- Hylastes simplex
- Hylastes squalidens
- Hylastes subalpinus
- Hylastes subcostulatus
- Hylastes subopacus
- Hylastes substriatus
- Hylastes suspectus
- Hylastes swainei
- Hylastes techangensis
- Hylastes tenuis
- Hylastes variegatus
- Hylastes variolosus
- Hylastes vastans
- Hylastes webbi
- Hylastes yukonis

## Bildgalleri

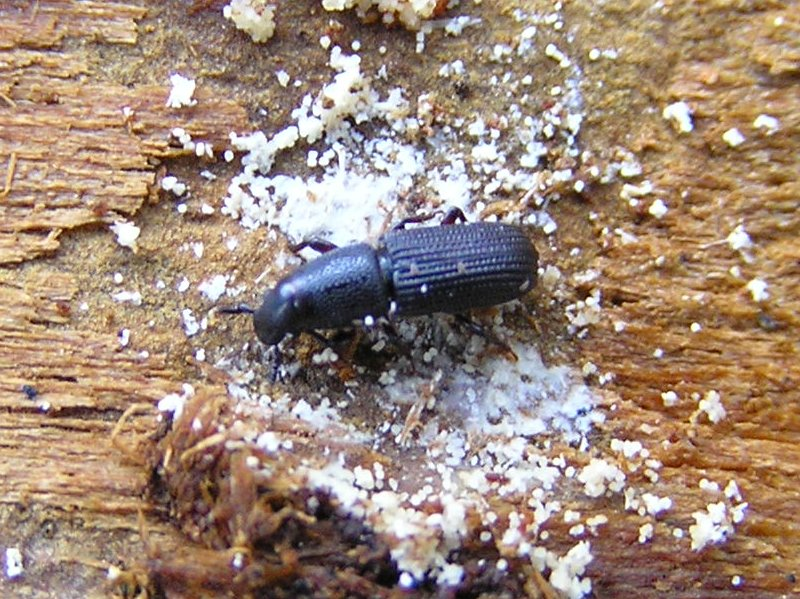
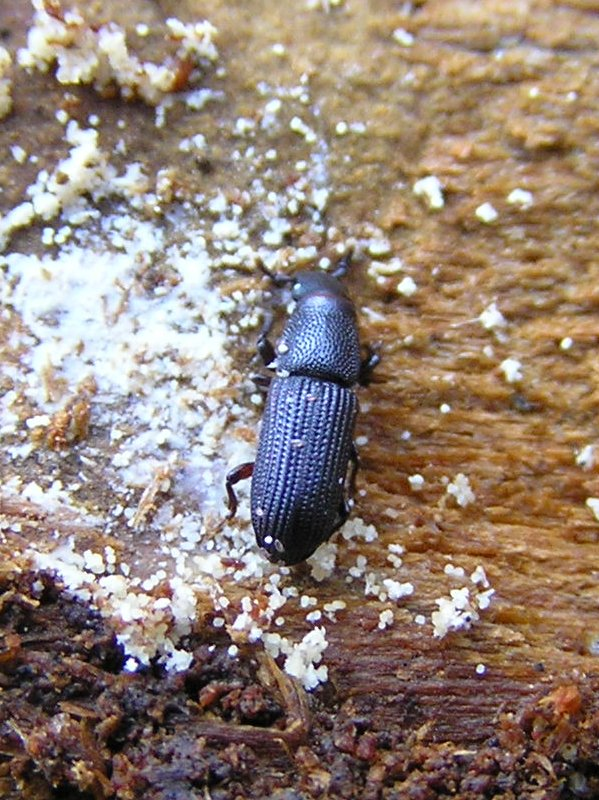
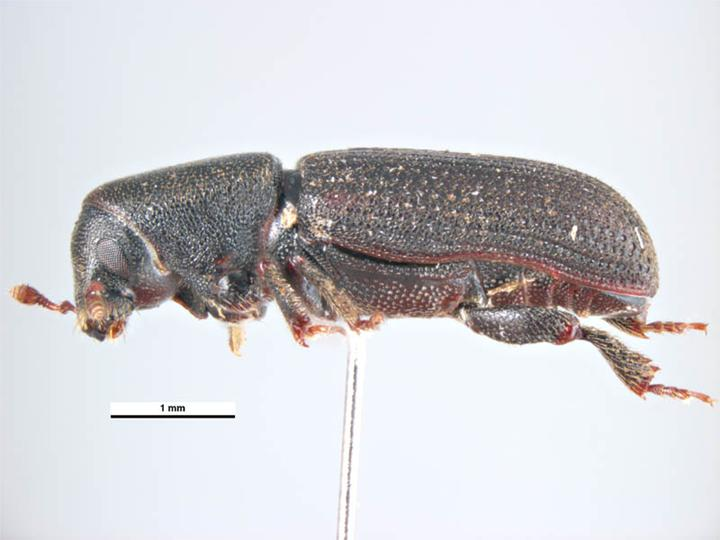
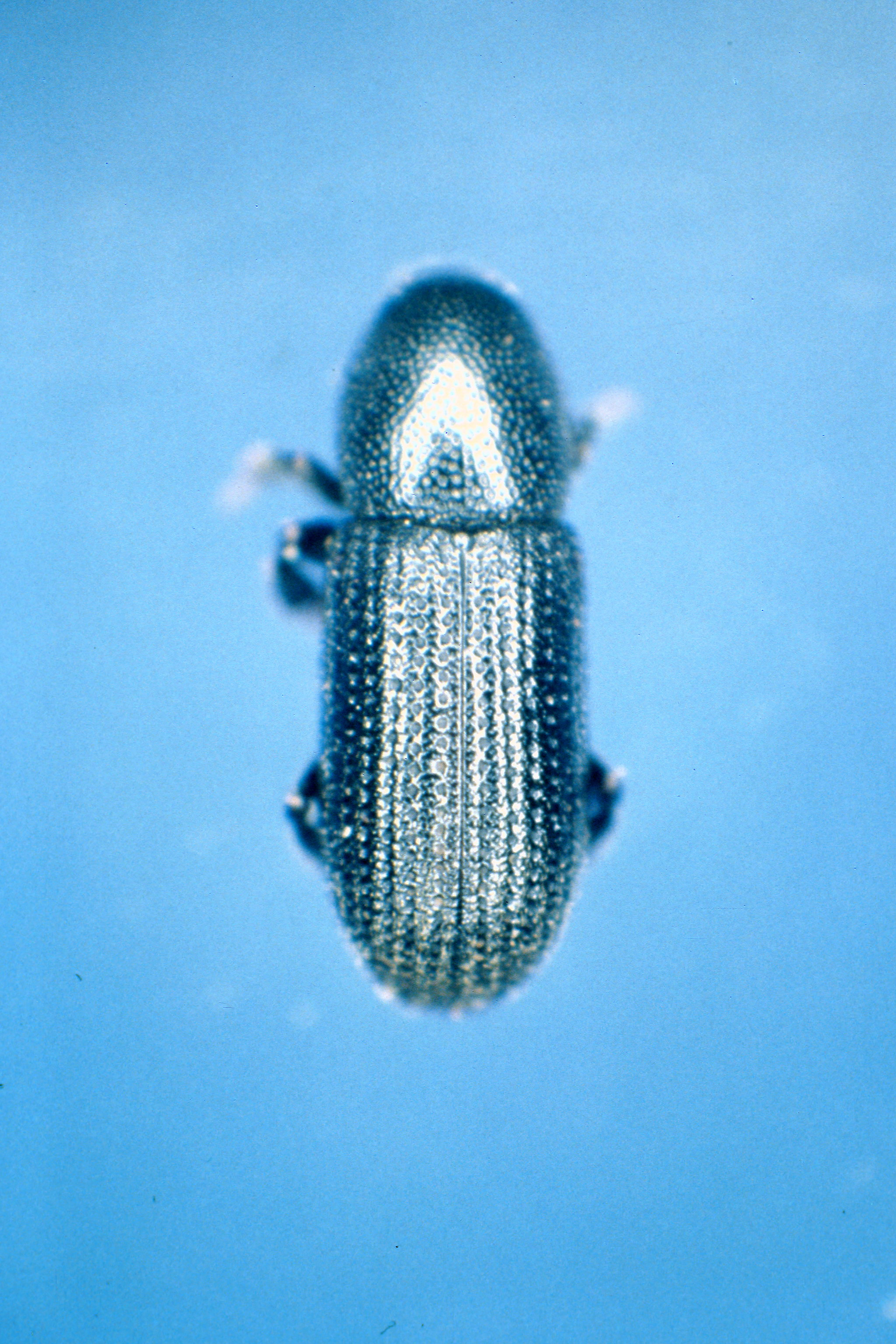
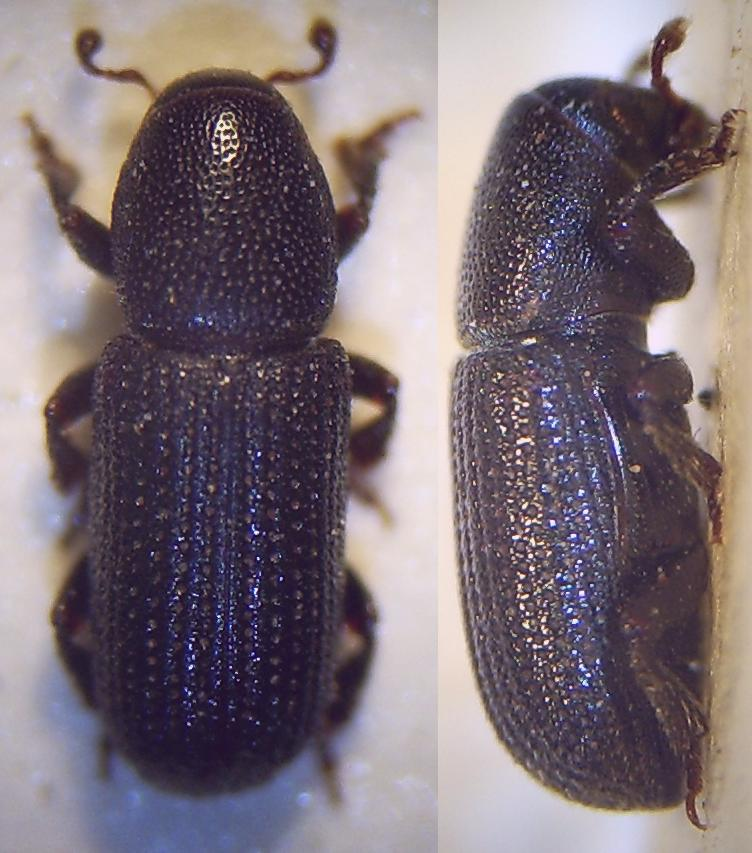
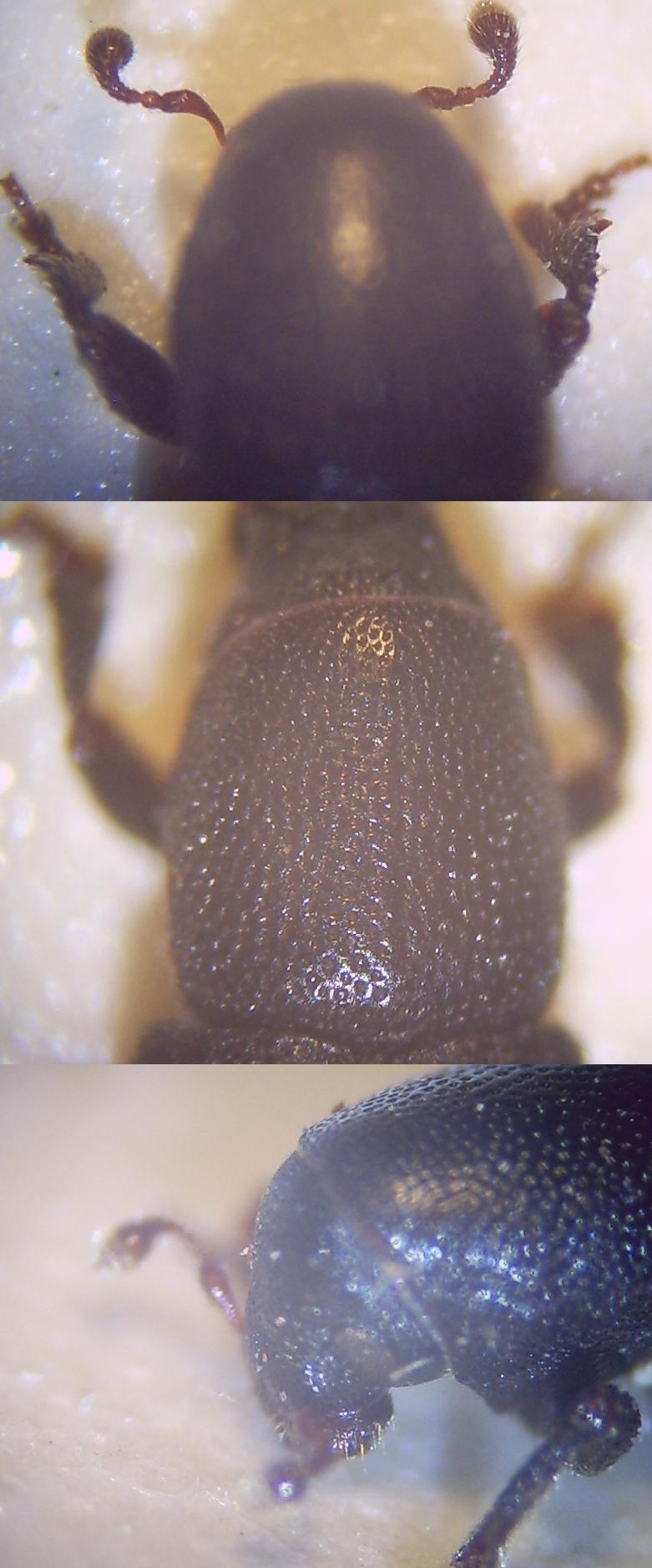